# Kettenverschleißmessung

Kettenlehre für Fahrradketten

Eine Kettenverschleißmessung dient der Bestimmung des Verschleißgrades einer Antriebskette in Form ihrer Längung. Ein rechtzeitig erkannter Verschleißgrad kann für einen Kettentausch genutzt werden, um so die mit der Kette in Kontakt kommenden Kettenräder, Ritzel, Zahnkränze oder Kettenblätter zu schonen.

## Längung als Maß für Verschleiß
Antriebsketten, zum Beispiel Fahrradketten, verschleißen durch Abnutzung der als Gleitlagerung arbeitenden Gliederverbindungen zwischen Bolzen, Lagerkragen bzw. Hülse und Rolle, wenn die Kette über die Kettenräder, Kettenblätter und Ritzel der Zahnkränze abrollt und dabei die Glieder ausgelenkt werden. Dieser Verschleiß erfolgt bei einer gut gepflegten Kette an allen Gliedern weitgehend gleichmäßig und resultiert in ihrer Längung.
Bei einer stark gelängten Kette stimmt der Abstand der Kettenglieder (die „Teilung“) nicht mehr korrekt mit dem Abstand der Zähne auf den Kettenrädern überein. Die Kraftübertragung konzentriert sich dann nur noch auf wenige Auflagepunkte vor dem ziehenden Kettentrum, die Kette wandert zudem aus den „Tälern“ der Zähne relativ nach außen und „gräbt“ sich in die lastseitigen Flanken der Zähne der Kettenräder ein, wodurch diese erheblich schneller als bei einer neuen Kette verschleißen. Eine gelängte Kette läuft nicht mehr leise und sauber. Bei Kettengetrieben mit geringer Grundspannung, z. B. bei Kettenschaltungen mit federbelastetem Kettenspanner im Schaltwerk, kann dies bei starker Last sogar dazu führen, dass die Kette aus den Zähnen herausklettert und durchrutscht und mehrere Zähne weiterspringt.
Um das zu verhindern, sollte die Kette beim Erreichen eines definierten Verschleißmaßes durch eine neue ersetzt werden. Alternativ ist es möglich, die Kette und den ganzen Antriebsstrang so lange wie möglich zu fahren und dann Kettenblätter und Zahnkränze zusammen mit der Kette zu wechseln. Es ist unter Vielfahrern umstritten, welche Vorgehensweise langfristig kostengünstiger ist.
Der Kettenverschleiß kann mit einer Kettenlehre oder mit einem Messschieber festgestellt werden.
Für Ketten im Industriebereich existieren Überwachungssysteme, die im laufenden Betrieb Auskunft über die Kettenlängung geben.

## Messmethoden für Fahrradketten
Es gibt mehrere Messmethoden mit verschiedenen Messwerkzeugen, die bei Fahrradketten eingesetzt werden können. Wichtig bei allen Messmethoden ist, das zu messenden Kettenstück einer gewissen Vorspannung auszusetzen, um das in den Gliedern vorhandene Schmiermittel (Kettenfett) zu verdrängen und diese mögliche Ursache von Fehlmessungen zu eliminieren.

### Überprüfung mit einer Lehre

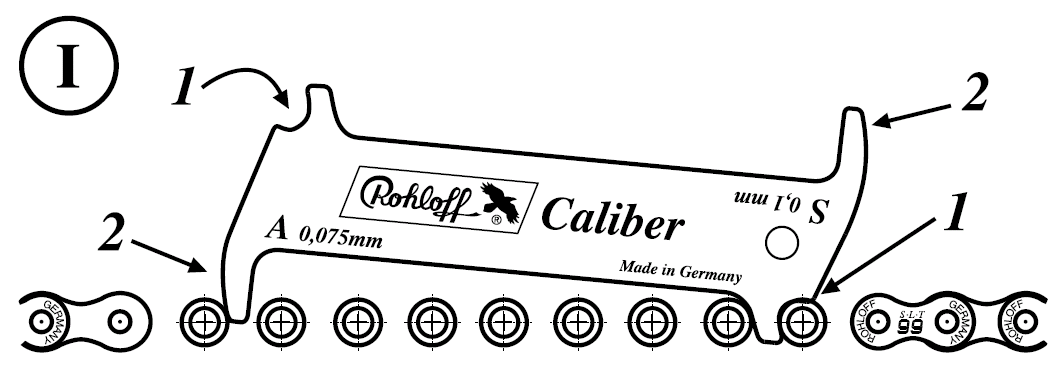
Eine Kettenlehre sinkt an einer neuen Kette nur wenig ein

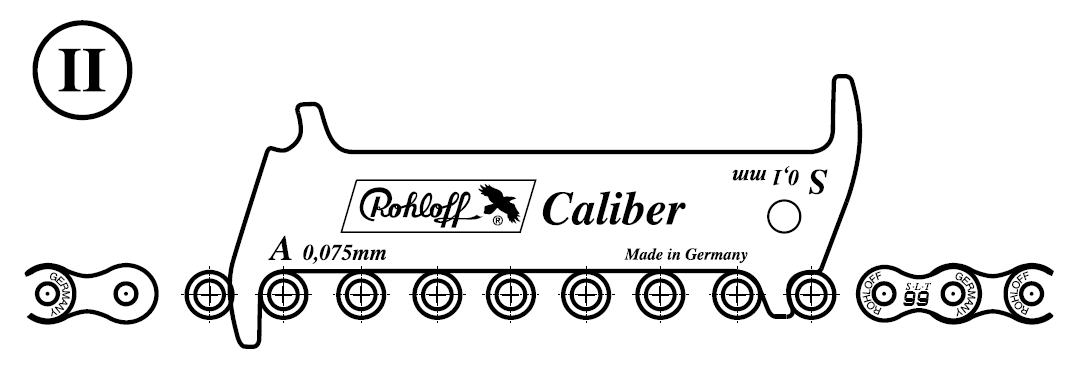
Eine verschlissene Kette hat sich so weit gelängt, dass die Kettenlehre ganz einsinken kann

Eine Kettenlehre wird auf die montierte und mittels Kraft auf einem Pedal gespannte Kette aufgelegt. Ist diese verschlissen, taucht die Lehre mehr oder weniger stark in die Kette ein. Diese Kontrolle ist sehr schnell und ersetzt das sehr subjektiv beeinflusste Abziehen der Kette vom größten Kettenblatt, was bis zur Einführung dieser Art von Werkzeug die gängige Methode war. Solche Lehren sind für alle gängigen Schaltungsketten geeignet, auch für die 9- und 10-fachen Kränze.
Dabei ist zu beachten, dass es zwei unterschiedliche Arten von Kettenlehren gibt: solche, die die Rollen beim Einstecken in entgegengesetzte Richtungen verschieben (wie die abgebildete) und solche, die die Rollen in die gleiche Richtung verschieben. Erstere Variante ist nur verlässlich, wenn die Rollen aus extra gehärtetem Material bestehen und somit kaum verschleißen, denn ihr Verschleiß geht bei dieser Lehre doppelt in die Messung ein. Dadurch wird für die meisten Ketten viel zu früh angezeigt, dass die Verschleißgrenze erreicht sei. Die genaueren Ergebnisse liefern Lehren nach dem zweitgenannten Prinzip, da der Verschleiß der Rollen (der keinen Einfluss auf die Kettenlängung hat und somit irrelevant ist) das Ergebnis nicht verfälscht.
Da Zahnkränze und Kettenblätter aus Stahl unempfindlicher gegen Abnutzung durch gelängte Ketten als solche aus Aluminium sind, ist bei ersteren ein etwas höherer Verschleiß der Kette akzeptabel, bevor sie den Zahnkranz angreift. Viele Kettenlehren haben daher zwei Seiten. Eine Seite für Ketten, die mit Aluminiumkettenblättern oder -ritzeln laufen und ein Verschleißmaß von 0,075 mm pro Gelenk, was ca. 0,6 % Längung der Teilung entspricht, anzeigt. Die andere Seite gilt falls Stahlkettenblätter oder -ritzel eingebaut sind und zeigt ein Verschleißmaß 0,1 mm pro Gelenk an, was ca. 0,8 % Längung der Teilung entspricht.

### Messung mit einem Messschieber – Variante Innenmessung

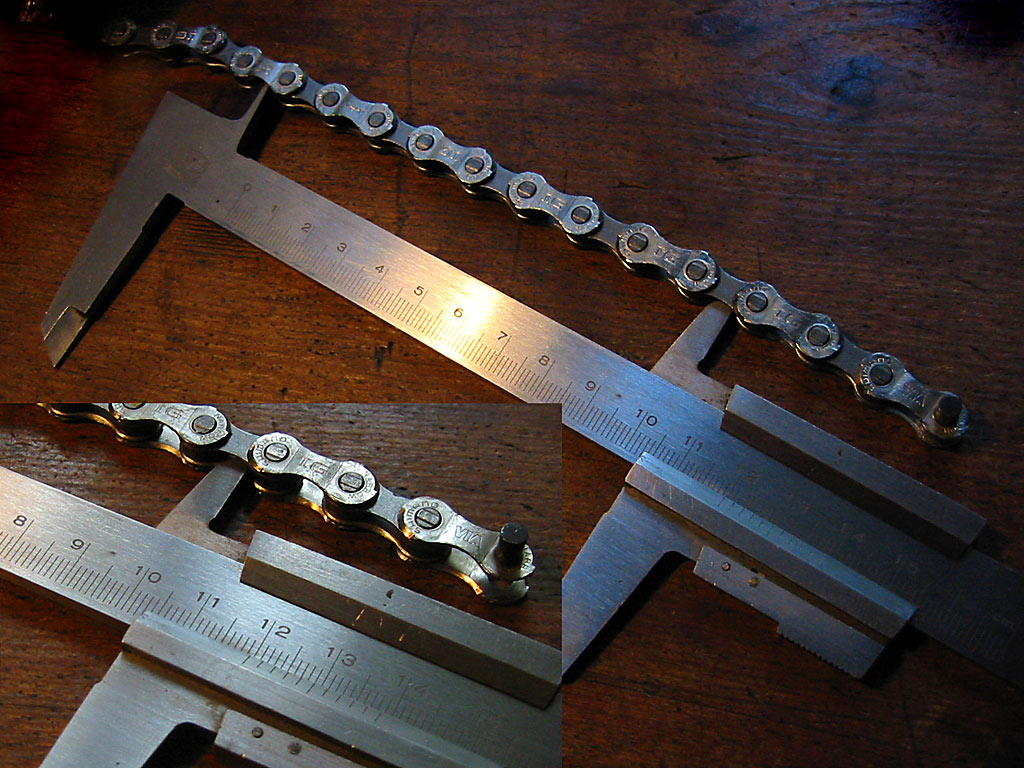
Messung mit einem Messschieber

Ein Messschieber wird auf die Länge von etwa zehn Kettengliedern – bei einer Fahrradkette nach ISO 9633 sind das etwa 118 mm – eingestellt und wie im Bild an einer beliebigen Stelle der Kette eingeführt. Nun wird der Messschieber weiter geöffnet, bis er an den Rollen der Kettenglieder anliegt. Nach ISO 9633 beträgt das nominale Maß, das sich aus 10 Teilungen zu 12,7 mm abzüglich eines Rollendurchmessers von max 7,75 mm errechnet, 119,25 mm. Sind Aluminiumzahnkränze/-kettenblätter am Fahrrad verbaut sollte ab einer Länge von 120,25 mm, was einer Längung der Teilung von ca. 0,8 % entspricht, die Kette gewechselt werden. Bei Stahlzahnkränzen/-kettenblättern kann erst ab einer Länge von 120,50 mm, was einer Längung der Teilung von ca. 1 % entspricht, gewechselt werden. Zu beachten ist, dass die scharfen Kanten der Innenmessschenkel des Messschiebers sauber auf den Umfangsflächen der Rollen aufliegen und nicht in den Spalt zwischen Rolle und Lasche rutschen, was eine Fehlmessung verursacht.

### Messung mit einem Messschieber oder Lineal – Variante Außenmessung
Mit dem Messschieber oder einem Lineal wird die Länge von zehn gespannten Kettengliedern (fünf innen, fünf außen) anhand der Position der Nieten oder eines vergleichbaren, definierten Punktes, z. B. immer der linken oder rechten Kante einer Außenlasche gemessen. Dabei ist jeweils von der gleichen Stelle der Niete oder Lasche auszugehen, also z. B. jeweils links oder die Mitte eines Niets.
Hierbei bedeuten die Messwerte:
- 127 mm: gut,
- 128 mm: wechseln,
- 129 mm: die Zähne der Kettenblätter und Zahnkränze verschleißen bereits und
- 130 mm: es ist von verschlissenen Zähnen auszugehen.

Diese Variante wird gelegentlich empfohlen, da die Innenabstandsmessung oder die Lehre je nach Bauart der Kette zu früh einen Verschleiß anzeigen können.

## Verschleißmarkierung bei motorisierten Zweirädern
Bei vielen Motorrädern und Klein- und Leichtkrafträdern wird die Kettenspannung durch Verschieben der Hinterachse in Langlöchern der Schwinge oder durch einen Exzentermechanismus in Einarmschwingen eingestellt. Oft sind hier Markierungen angebracht, die neben einer korrekten mittigen Spureinstellung des Hinterrades beim Kettenspannen auch durch eine Farbmarkierung anzeigen, dass anhand der erreichten Position der Achsabstände die Kette soweit gelängt ist, dass sie – ggf. zusammen mit dem kompletten Kettenrädersatz – ersetzt werden sollte. Diese Indikatoren beziehen sich jedoch nur auf linearen längungsbedingten Verschleiß, andere Schadensbilder wie z. B. schwergängige, steife Kettenglieder wegen Mangelschmierung oder Korrosion durch defekte O-Ringe lassen sich anhand dieser Markierungen nicht ohne Weiteres erkennen.

## Kontinuierliche Verschleißmessung
Für industrielle Maschinen und Anlagen wird vom deutschen Kettenhersteller Iwis seit Anfang 2016 ein Verschleißmessungssystem namens CCM (chain condition monitoring) angeboten. Das Gerät misst über Sensoren kontinuierlich die Verschleißlängung von Ketten während des Einsatzes. Es hilft so dem Instandhaltungspersonal bei der rechtzeitigen Erkennung, wann eine Kette aufgrund der Verschleißlängung nachgespannt oder ausgetauscht werden muss. Die Überwachung erfolgt im laufenden Betrieb; die betreffende Maschine muss nicht dafür gestoppt werden.